# Poyans
Poyans ist eine Gemeinde im französischen Département Haute-Saône in der Region Bourgogne-Franche-Comté.

## Geographie
Poyans liegt auf einer Höhe von 204 m über dem Meeresspiegel, neun Kilometer westlich von Gray und etwa 36 Kilometer ostnordöstlich der Stadt Dijon (Luftlinie). Das Dorf erstreckt sich im äußersten Westen des Départements, in der Talmulde des Ruisseau de Poyans.
Die Fläche des 12,17 km² großen Gemeindegebiets umfasst einen Abschnitt in der leicht gewellten Landschaft nordwestlich des Saônetals. Von Norden nach Süden wird das Gebiet vom Ruisseau de Poyans (auch Ruisseau d'Échalonge) durchquert, der für die Entwässerung zur Saône sorgt. Die Talmulde liegt auf durchschnittlich 205 m und weist eine Breite von rund einem Kilometer auf. Sie ist ungefähr 40 m tief in das umgebende Plateau eingesenkt. 
Das Plateau besteht aus einer Wechsellagerung von kalkigen und sandig-mergeligen Sedimenten der oberen Jurazeit und des Tertiär. Es wird durch verschiedene Mulden untergliedert, die sich zum Tal des Ruisseau de Poyans öffnen. In der Mulde und auf dem Plateau herrscht landwirtschaftliche Nutzung vor. Mit 248 m wird auf der Höhe nordöstlich des Dorfes die höchste Erhebung von Poyans erreicht. Die westliche Abgrenzung markiert die Waldung der Forêt d'Autrey. Nach Südosten erstreckt sich das Gemeindeareal in die ausgedehnte Waldung des Bois de Poyans (245 m).
Nachbargemeinden von Poyans sind Autrey-lès-Gray im Süden, Westen und Norden sowie Bouhans-et-Feurg, Nantilly und Mantoche im Osten.

## Geschichte
Das Gemeindegebiet war schon sehr früh besiedelt, wovon Überreste eines gallorömischen Gebäudes und ein burgundisches Gräberfeld zeugen. Im Mittelalter gehörte Poyans zur Freigrafschaft Burgund und darin zum Gebiet des Bailliage d’Amont. Die lokale Herrschaft hatten die Herren von Autrey-lès-Gray inne. Zusammen mit der Franche-Comté gelangte Poyans mit dem Frieden von Nimwegen 1678 definitiv an Frankreich. Seit 2012 ist Poyans Mitglied des Gemeindeverbandes Communauté de communes Val de Gray.

## Sehenswürdigkeiten
Die romanische Dorfkirche von Poyans stammt ursprünglich aus dem 12. Jahrhundert, wurde später jedoch mehrfach umgestaltet; die Fassade erhielt ihre heutige Gestalt im 19. Jahrhundert. Sie ist seit 1960 als Monument historique klassiert. Sie besitzt Fresken aus dem 15. Jahrhundert und eine bemalte Statue des heiligen Renobert (16. Jahrhundert). Südlich der Kirche steht ein skulptiertes Steinkreuz, das auf das Jahr 1605 datiert ist. Ebenfalls sehenswert ist das Lavoir, dessen Dach von fünf Säulen gestützt wird. Es wurde 1850 erbaut, 1984 restauriert und diente einst als Waschhaus und Viehtränke.

## Bevölkerung
| Jahr                       | 1962 | 1968 | 1975 | 1982 | 1990 | 1999 | 2006 |
| Einwohner                  | 182  | 143  | 145  | 134  | 123  | 138  | 133  |
| Quellen: Cassini und INSEE |      |      |      |      |      |      |      |

Mit 144 Einwohnern (1. Januar 2022) gehört Poyans zu den kleinen Gemeinden des Département Haute-Saône. Nachdem die Einwohnerzahl in der ersten Hälfte des 20. Jahrhunderts deutlich abgenommen hatte (1881 wurden noch 349 Personen gezählt), wurden seit Beginn der 1970er Jahre nur noch geringe Schwankungen verzeichnet.

## Wirtschaft und Infrastruktur
Poyans war bis weit ins 20. Jahrhundert hinein ein vorwiegend durch die Landwirtschaft (Ackerbau, Obstbau und Viehzucht) und die Forstwirtschaft geprägtes Dorf. Heute gibt es einige Betriebe des lokalen Kleingewerbes. In den letzten Jahrzehnten hat sich das Dorf zu einer Wohngemeinde gewandelt. Viele Erwerbstätige sind deshalb Wegpendler, die in den größeren Ortschaften der Umgebung ihrer Arbeit nachgehen.
Die Ortschaft liegt abseits der größeren Durchgangsachsen an einer Departementsstraße, die von Autrey-lès-Gray nach Essertenne-et-Cecey führt. Weitere Straßenverbindungen bestehen mit Broye-les-Loups, Bouhans, Nantilly und Mantoche.